# ひるの歌謡曲
『ひるの歌謡曲』（ひるのかようきょく）は、NHK-FM放送で1974年4月1日から2006年3月31日まで平日（祝日含む）12:15 - 13:00に放送していた音楽番組である。NHKワールド・ラジオ日本でも週1回放送。

## 概要
FMステレオ放送が日本全国で聴ける体制になったため、NHKによる同放送のステレオ番組を増やす方針に伴い生まれた番組の一つである。
『ひる休みの音楽』（1963年4月 - ）→『ひるのミュージック・コーナー』（1971年4月 - ）の流れを受けて、1974年4月から放送された。一時、1990年から1997年3月28日までは後枠の『歌謡スクランブル』と一体化して『ひるのワイド歌謡曲』と名乗っていた時期があった。
番組テーマ曲は、番組開始当初から同じメロディーが使われ、番組終了後もそのまま『歌謡スクランブル』に引き継がれている。番組開始当初からは、ジャズや歌謡番組などと同様にビッグバンドによる演奏だったが、その後は時代の流れに伴い、シンセサイザーによる演奏で、ポップ調のアレンジに変更されている。
斎藤光太郎（元NHKアナウンサー）が永らく進行役を務め、幾度かNHKアナウンサーが歴任したが、2004年度（2005年3月）までは、ほぼ1週おきのローテーションで中江陽三（元NHKアナウンサー）と梶幹雄（元ニッポン放送アナウンサー）の2名がパーソナリティを務めた。
番組進行は、オープニング（テーマ曲がバックに流れる）の後で、その日に採り上げる歌手の簡単なプロフィールを紹介し、曲目紹介後に曲がかかる。
選曲は大体1週間ごとに特集を組み、曜日毎に番組を構成していた。時折、歌手本人のトークを交えて曲をかける回もあった。現役でない歌手の最後の曲は、新曲を歌うことが多い。
また、金曜日は番組独自の公開録音の模様を放送する週もあった。
末期（2005年度）は、パーソナリティを若手・中堅演歌歌手が週替わりで担当する放送に変更された。これは、それまで（ラジオ第1放送）で12:30から放送されていた『ひるの散歩道』が2005年度は13:05スタートに変更されたことを配慮に入れたものと考えられる。
基本的に毎週月曜日から木曜日は、従来に同じく毎日ある演歌歌手（または演歌グループ）を1人（組）ずつ紹介し、その演歌歌手の楽曲を特集して放送。金曜日についてはその週のパーソナリティ（演歌歌手）が自分の個性や好みに応じた楽曲をセレクトする「（出演者名）のマイ・セレクション」のコーナーを放送している。また不定期だが金曜日に各地で行われる公開録音から放送することもある。その場合「マイ・セレクション」は木曜日に繰り上がる。
2006年4月から『ひるのいこい』と『ひるの散歩道』がラジオ第1放送とのサイマル放送となる煽りを受けて、2006年3月31日をもって放送終了となり、1974年4月から放送されていたこの番組は32年の歴史に幕を降ろした。